# Grumman TBF Avenger
Il Grumman TBF Avenger (in inglese, Vendicatore) era un aerosilurante monomotore ad ala bassa sviluppato all'inizio degli anni quaranta dall'azienda statunitense Grumman Aircraft Engineering Corporation.
Fu l'aerosilurante imbarcato standard della United States Navy, la marina militare statunitense, a partire dal giugno 1942 e fino al termine della seconda guerra mondiale. Negli stessi anni venne inoltre impiegato dalla britannica Fleet Air Arm e dalla neozelandese Royal New Zealand Air Force.
Nel dopoguerra, grazie all'enorme disponibilità di esemplari surplus, venne adottato da numerose aeronautiche militari mondiali concludendo la sua carriera operativa nelle forze armate di Brasile, Canada, Francia, Giappone, Paesi Bassi ed Uruguay; l'ultimo paese a dismettere l'Avenger fu il Giappone, nei primi anni sessanta.

## Sviluppo

### Il prototipo
L'origine dell'Avenger risale agli ultimi mesi del 1939 quando la U.S. Navy avanzò la richiesta per il progetto di un nuovo aerosilurante con il quale sostituire il Douglas TBD Devastator che, pur entrato in servizio solo due anni prima, veniva già considerato obsoleto.
Le aziende coinvolte nella richiesta furono la Grumman (che presentò il proprio Model G-40) e la Vought (con il progetto che avrebbe dato successivamente vita al meno fortunato Consolidated TBY Sea Wolf).

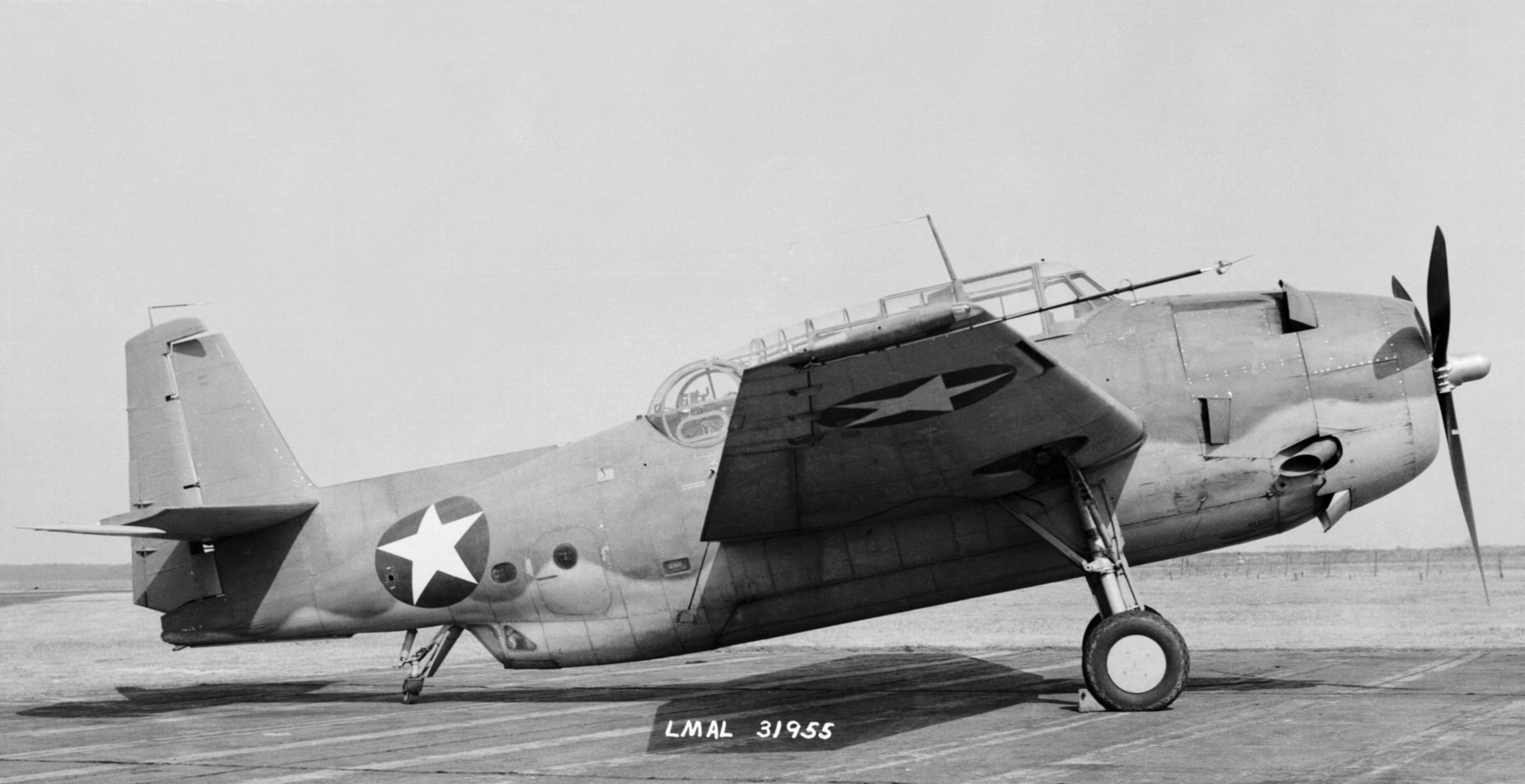
Il secondo prototipo dell'Avenger, fotografato presso il centro di ricerca della NACA a Langley.

Già l'8 aprile del 1940 la Grumman ricevette la richiesta per due esemplari del velivolo che venne battezzato XTBF-1, secondo la prassi allora in vigore. Il primo di questi due prototipi venne portato in volo per la prima volta all'inizio di agosto del 1941 (secondo alcune fonti il giorno 1, mentre altre indicano il giorno 7).
A testimonianza della ferma volontà dell'U.S. Navy di introdurre in servizio l'Avenger al più presto, il primo ordine (per 286 esemplari della prima versione di serie, battezzata TBF-1) risale alla fine del 1940, circa otto mesi prima del volo del prototipo e dodici mesi prima delle prove valutative.
Il primo aerosilurante di costruzione Grumman si presentava come un grande monoplano che tradiva nei tratti esteriori le comuni origini con il caccia F4F Wildcat il cui disegno rappresentò, per i progettisti pressati dall'urgente richiesta dell'U.S. Navy, un'affidabile base di partenza.
Con il suo grande motore Wright R-2600 Cyclone 14 (noto anche come Twin Cyclone) e le dimensioni generose, l'Avenger si presentava come una macchina robusta, ma le prime prove di volo misero in luce considerevoli problemi di stabilità che si concretizzavano in fenomeni di imbardata difficilmente controllabili. Il repentino ritorno sui tavoli da disegno permise allo staff tecnico della Grumman di risolvere il problema modificando il tronco posteriore della fusoliera mediante l'introduzione di una pinna dorsale che si raccordava con la deriva.
Venne così dato il via alla produzione dei modelli della prima versione di serie: il primo esemplare fu consegnato all'U.S. Navy il 30 gennaio 1942, a soli 45 giorni di distanza dal volo del secondo prototipo.

### Durante la guerra
Le prime richieste da parte dell'U.S. Navy vennero ben presto seguite da quelle della Fleet Air Arm (FAA) britannica che era ancora alla ricerca di un valido sostituto dell'ormai datato biplano Fairey Swordfish, poiché gli autoctoni Albacore e Barracuda sviluppati dalla stessa Fairey Aviation Company Limited non erano risultati particolarmente convincenti.
La richiesta andò a far parte del materiale consegnato dagli Stati Uniti d'America secondo quanto previsto dal Lend-Lease Act ed i velivoli realizzati diedero origine alla versione TBF-1B dell'Avenger (che in questa prima versione gli inglesi denominarono Tarpon TR. Mk.I). Questi velivoli (complessivamente 402 esemplari) vennero modificati per adeguarli allo standard degli altri velivoli in forza alla FAA, in particolare mediante la sostituzione dell'impianto dell'ossigeno, del puntatore per le mitragliatrici e con l'aggiunta di razzi ai lati della fusoliera per agevolare la fase di decollo (RATO: Rocket Assisted Take Off); le modifiche furono talvolta eseguite direttamente nel Regno Unito ad opera della Blackburn Aircraft. Il primo reparto ad essere dotato dei Tarpon fu l'832th Squadron, all'inizio del 1943.
La necessità di provvedere alla produzione delle considerevoli quantità richieste ed alla contemporanea produzione dei caccia Wildcat portò, sul finire del 1942, all'apertura di linee di montaggio dell'Avenger anche presso la Eastern Aircraft Division della General Motors: si trattava di un'azienda che raggruppava gli impianti produttivi della casa madre in precedenza destinati alla produzione di automobili per il mercato civile ed ora, dopo l'attacco di Pearl Harbor, sostanzialmente inutilizzati. I velivoli realizzati presso la Eastern Aircraft, nello specifico dagli stabilimenti di Trenton, pur identificati con la sigla TBM, secondo lo schema previsto all'epoca, erano sostanzialmente invariati rispetto a quelli realizzati dalla Grumman.
Con il progredire della guerra Grumman fu completamente assorbita dalla produzione dei caccia F4F Wildcat e, successivamente, degli F6F Hellcat - destinati questi ultimi a controbilanciare la supremazia del caccia giapponese AM6 Zero - al punto che, a partire dal Gennaio '44, Grumman sospese la produzione degli Avenger che venne affidata integralmente agli stabilimenti General Motors.

Nell'estate del 1943 comparve la variante TBF/TBM-1C: in sostanza, recependo una modifica apportata sul campo da alcuni reparti di volo, l'Avenger venne modificato nella dotazione di mitragliatrici: venne eliminata quella posta sopra il motore (calibro .30) e ne vennero installate due (calibro .50) nelle semiali, appena oltre il disco dell'elica.

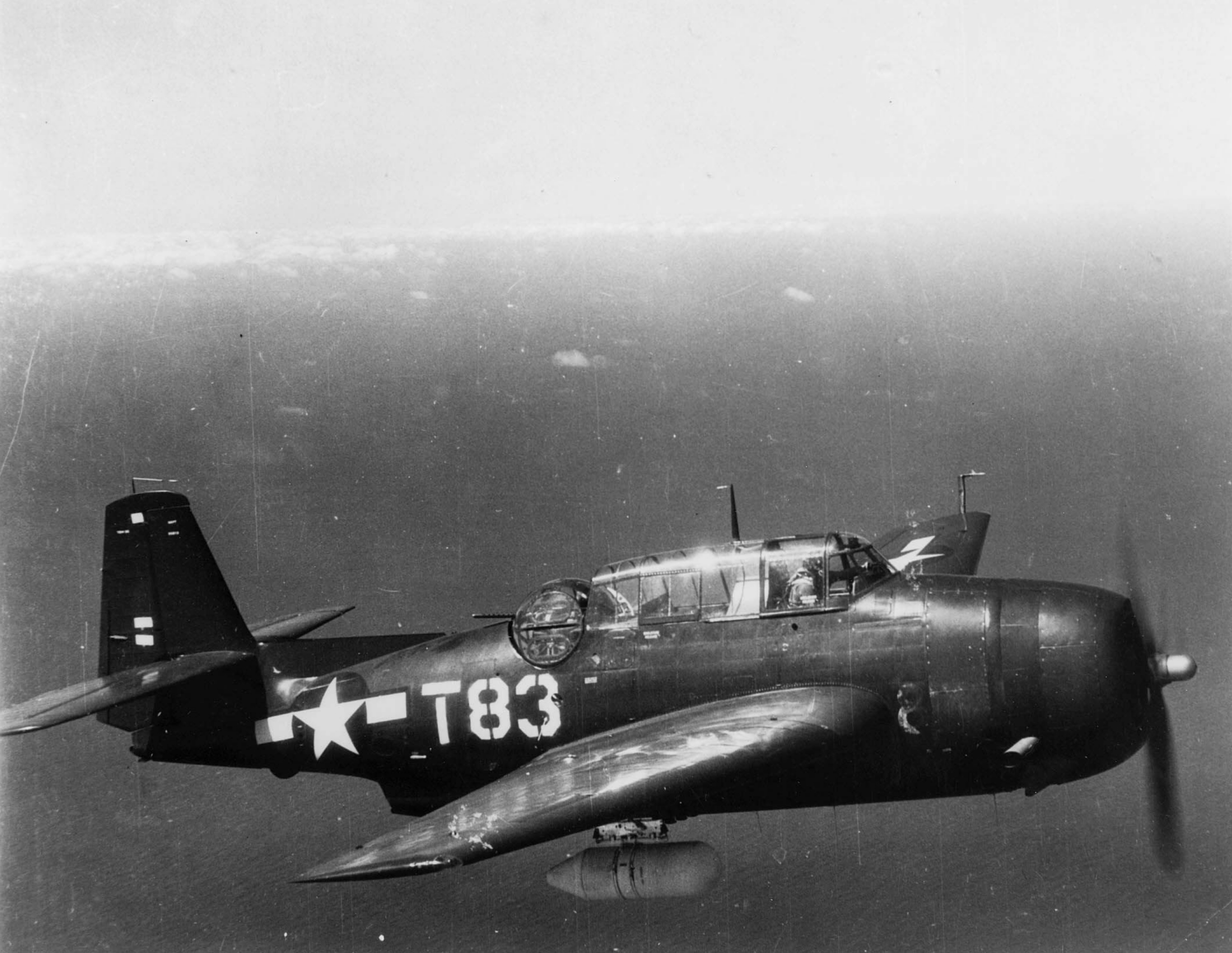
Un TBM-3E del Marine Torpedo Bomber Squadron 234 (VMTB-234) assegnato alla portaerei di scorta.

La Fleet Air Arm ricevette altri 334 esemplari del velivolo, di cui una parte nella versione TBM-1C (in questo caso, indipendentemente dalla versione di appartenenza gli aerei vennero denominati Tarpon TR. Mk.II). A partire dal mese di settembre gli Avenger vennero consegnati anche alla Royal New Zealand Air Force che con i primi esemplari equipaggiò il 30th Squadron.
Il passo successivo nello sviluppo dell'Avenger riguardò l'installazione di un motore di maggiore potenza; tra la fine del 1942 ed i primi mesi del 1943 vennero realizzati i prototipi denominati XTBF/M-2 e XTBF/M-3: montavano rispettivamente le nuove versioni del Twin Cyclone XR-2600-10 e XR-2600-20. La differenza tra i due motori era rappresentata dalla presenza (nell'XR-2600-10) dell'impianto di sovralimentazione (meccanica, a doppio stadio) che, a parità di potenza erogata a livello del mare, consentiva il mantenimento delle prestazioni anche alle quote più elevate. Considerate le condizioni d'impiego dell'Avenger la U.S. Navy decise di non procedere con lo sviluppo dell'XTBF-2, dando così il via libera alla nuova versione TBM-3 (in questo caso non si ebbero esemplari denominati TBF-3 perché la produzione venne demandata completamente agli impianti della Eastern Aircraft).
La produzione dei velivoli della nuova serie ebbe inizio nel corso del 1944: esteriormente il velivolo era riconoscibile per una diversa conformazione della cappottatura del motore che garantiva, mediante nuove prese dinamiche e sfoghi di scarico, un miglior raffreddamento del circuito di lubrificazione del motore. Sul finire dello stesso anno, grazie ad alcuni interventi sulla cellula e sulle dotazioni di bordo, venne immessa in produzione una variante alleggerita dell'Avenger: identificata TBM-3E, prevedeva un risparmio di peso di circa 2 000 lb (circa 900 kg) e si distingueva esteriormente per l'assenza della mitragliatrice ventrale (il "pungiglione") ed un nuovo gancio d'arresto non retraibile. Anche i velivoli della versione TBM-3 vennero assegnati alla Fleet Air Arm, che ne ricevette alla fine 222 denominandoli Avenger TB Mk.III (a partire dall'inizio del 1944 anche i velivoli ricevuti precedentemente cambiarono la denominazione da Tarpon ad Avenger).
Altre varianti furono introdotte nel corso della guerra per adattare l'Avenger a compiti diversi; si trattò in ogni caso di modifiche apportate ad esemplari già consegnati ai reparti e non di varianti prodotte ex novo nelle catene di montaggio. Le fonti reperite non indicano con esattezza il numero di aerei che furono soggetti alle modifiche. Le più rilevanti, anche dal punto di vista operativo, risultano essere state le versioni destinate alla fotoricognizione (TBF/M-1P, TBF/M-1CP e TBM-3P) e quelle destinate alla lotta antisommergibile (TBF/M-1D e TBM-3D) dotate di apparecchiature elettroniche ASW, all'epoca costituite prevalentemente da un radar ASD (Airborne Search Direction-findig) impiegato per la ricerca di sommergibili in emersione.
Il progetto per una nuova versione, caratterizzata dall'irrobustimento della struttura alare, portò (nel corso del 1945) alla realizzazione di 3 prototipi designati XTBM-4; il termine del conflitto portò all'immediata cancellazione degli ordini di produzione che avevano già raggiunto la quota di 4 126 unità.

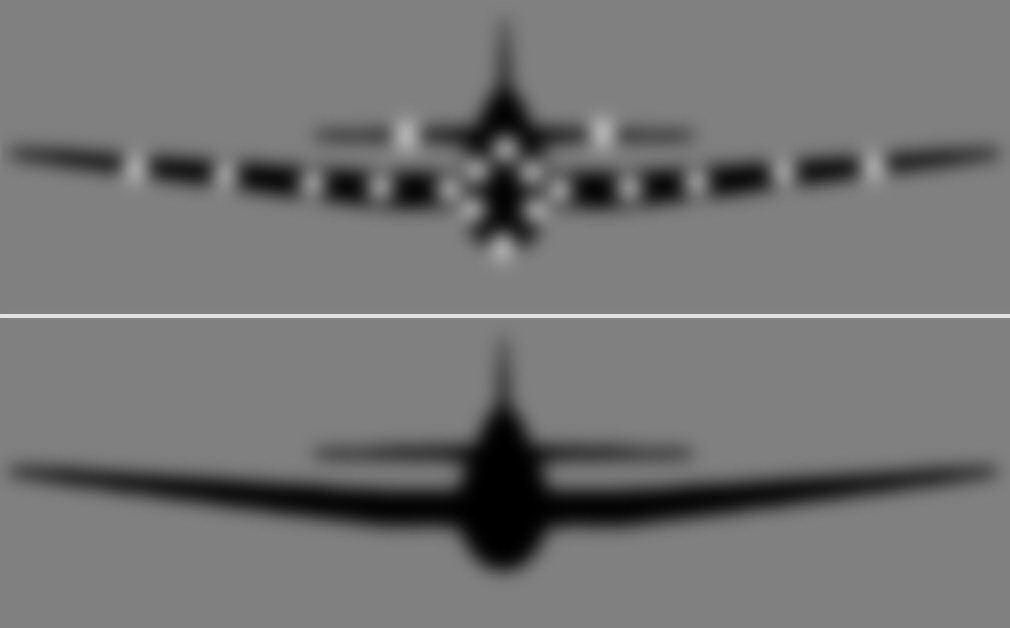
Le Yehudi Lights sul Grumman TBM Avenger innalzavano la luminosità media dell'aereo da quella di una forma scura a una uguale a quella del cielo.

Il velivolo venne usato anche per sperimentare la tecnica della controilluminazione, un "camuffamento con illuminazione diffusa", in cui la luce, secondo il progetto delle luci Yehudi, veniva emessa usando lampade a puntamento anteriore regolate automaticamente per uguagliare la luminosità del cielo.

### Nel dopoguerra

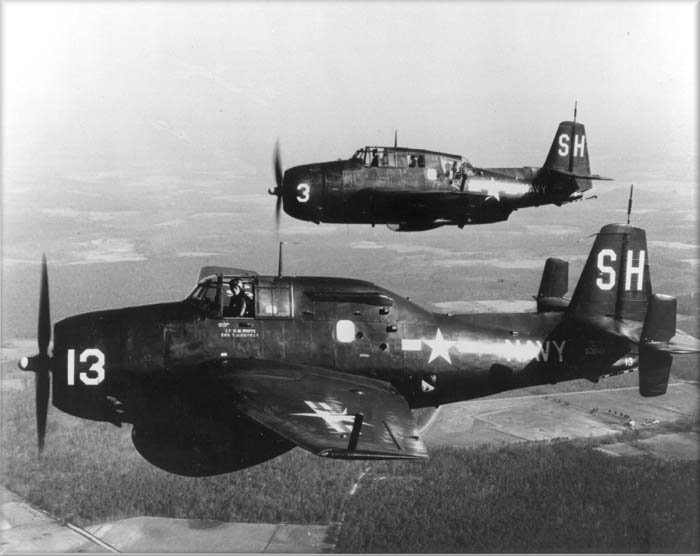
Una coppia di Avenger in formazione Hunter - Killer: il TBM-3W (numero 13) aveva la funzione di "scoperta" (Hunter) ed il TBM-3S (numero 3) quella di attacco (Killer).

Nei primi mesi del 1942, presso il Massachusetts Institute of Technology, venne varato il progetto CADILLAC che comportava lo studio di applicazioni pratiche delle più recenti scoperte in materia di radar; questo progetto (il cui nome derivava da quello del Monte Cadillac, nel Maine, primo lembo del territorio statunitense illuminato dal sole all'alba) portò alla realizzazione di un Avenger modificato mediante l'installazione di un radar di ricerca AN/APS-20 che venne portato in volo per la prima volta il 5 agosto del 1944: i primi test furono soddisfacenti e venne approvata la conversione di 40 aerei la cui denominazione venne stabilita in TBM-3W. Il velivolo, privato di qualsiasi armamento, ospitava il radar in un radome realizzato in fiberglass posto nella parte ventrale della fusoliera. La presenza di questo radome, incidendo sulle linee aerodinamiche del velivolo, richiese la modifica dei piani di coda (mediante l'aggiunta di due piccole derive poste alle estremità dei piani orizzontali) al fine di eliminare nuovi fenomeni di instabilità.
L'impiego del radar in funzione Early Warning era reso particolarmente urgente dall'utilizzo delle tattiche kamikaze contro le navi della flotta alleata; il periodo di addestramento degli equipaggi si rivelò, tuttavia, particolarmente lungo tanto che, sebbene avesse avuto inizio nei primi mesi del 1945, i velivoli di questa variante raggiunsero i reparti solamente nel maggio del 1946.
Gli Avenger TBM-3W vengono ricordati per essere stati il primo velivolo AEW nella storia e rimasero in servizio con la marina statunitense fino alla metà degli anni cinquanta quando furono sostituiti dai più moderni Guardian e Douglas AD Skyraider.
Un'altra variante di particolare interesse fu quella realizzata negli anni cinquanta e denominata TBM-3S: si trattava di una nuova versione destinata alla lotta antisommergibile, ottenuta mediante la conversione di velivoli gìà esistenti (della serie TBM-3); l'impiego di questi esemplari, dotati di radar AN/APS-4 che non impediva l'impiego del siluro o delle bombe, era previsto in abbinamento a quelli della versione 3W: in sostanza, mentre i 3W operavano in funzione di "scoperta", i 3S avevano il compito di effettuare l'attacco nei confronti del potenziale nemico; questo particolare tipo di impiego venne definito Hunter - Killer.
Delle versioni TBM-3W e 3S vennero realizzate diverse varianti che, a seconda del paese che utilizzava i velivoli, si caratterizzavano per l'impiego di particolari apparecchiature elettroniche; per maggior chiarezza espositiva se ne rimanda la descrizione con maggior dettaglio al paragrafo relativo all'impiego operativo.)
Una variante della versione TBM-3E fu il TBM UT (utilitaire) realizzato per la Aeronautica Francese: in pratica era una versione disarmata e senza radar adattata per il trasporto di sei passeggeri.

## Descrizione tecnica

### Struttura

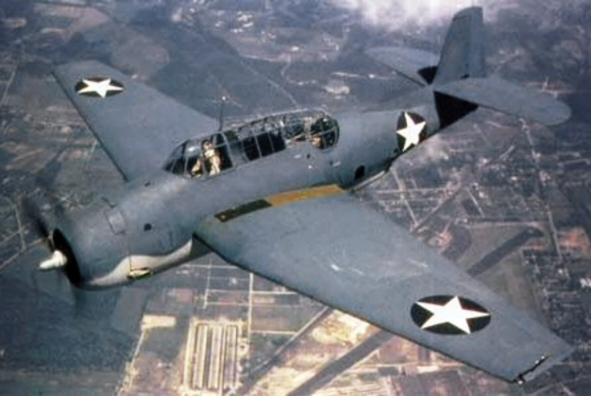
Un TBF-1 Avenger in volo.

Il Grumman TBF Avenger era un monoplano monomotore, dalla struttura interamente metallica; la fusoliera di sezione ovale manteneva, per larga parte della sua lunghezza, le dimensioni del motore Twin Cyclone disposto all'estremità anteriore. L'ala era in posizione mediana ed il bordo d'entrata era in corrispondenza della lunga cabina di pilotaggio che ospitava, allineati, i tre membri dell'equipaggio. Oltre al pilota ed al navigatore/puntatore, era presente un mitragliere (che aveva anche funzioni di marconista) alloggiato in una postazione comandata elettricamente, realizzata dalla stessa Grumman in collaborazione con la General Electric, dotata di una singola mitragliatrice dorsale.
L'ala presentava una prima sezione rettangolare al termine della quale, in corrispondenza con le cerniere del sistema di ripiegamento, la sezione più esterna presentava linee convergenti verso le estremità ed un leggero angolo diedro negativo. Il sistema di ripiegamento delle ali era il medesimo già impiegato sui Wildcat ed avrebbe costituito una costante su molti dei velivoli realizzati dalla Grumman anche in tempi successivi. I piani di coda erano di tipo classico con gli stabilizzatori orizzontali situati alla base della deriva.
Il carrello d'atterraggio era di tipo triciclo posteriore, con tutti e tre gli elementi costituiti da una sola ruota e retrattili; gli elementi anteriori si ritraevano all'interno della struttura alare con movimento laterale diretto verso le estremità. All'estremità posteriore della fusoliera era presente il gancio d'arresto per l'appontaggio sulle portaerei.

### Motore
Il motore impiegato da tutte le versioni dell'Avenger fu il radiale Wright R-2600: si trattava di un 14 cilindri a doppia stella, raffreddato ad aria. L'elica era una "Hamilton Standard Hydromatic" tripala a passo variabile e velocità costante.

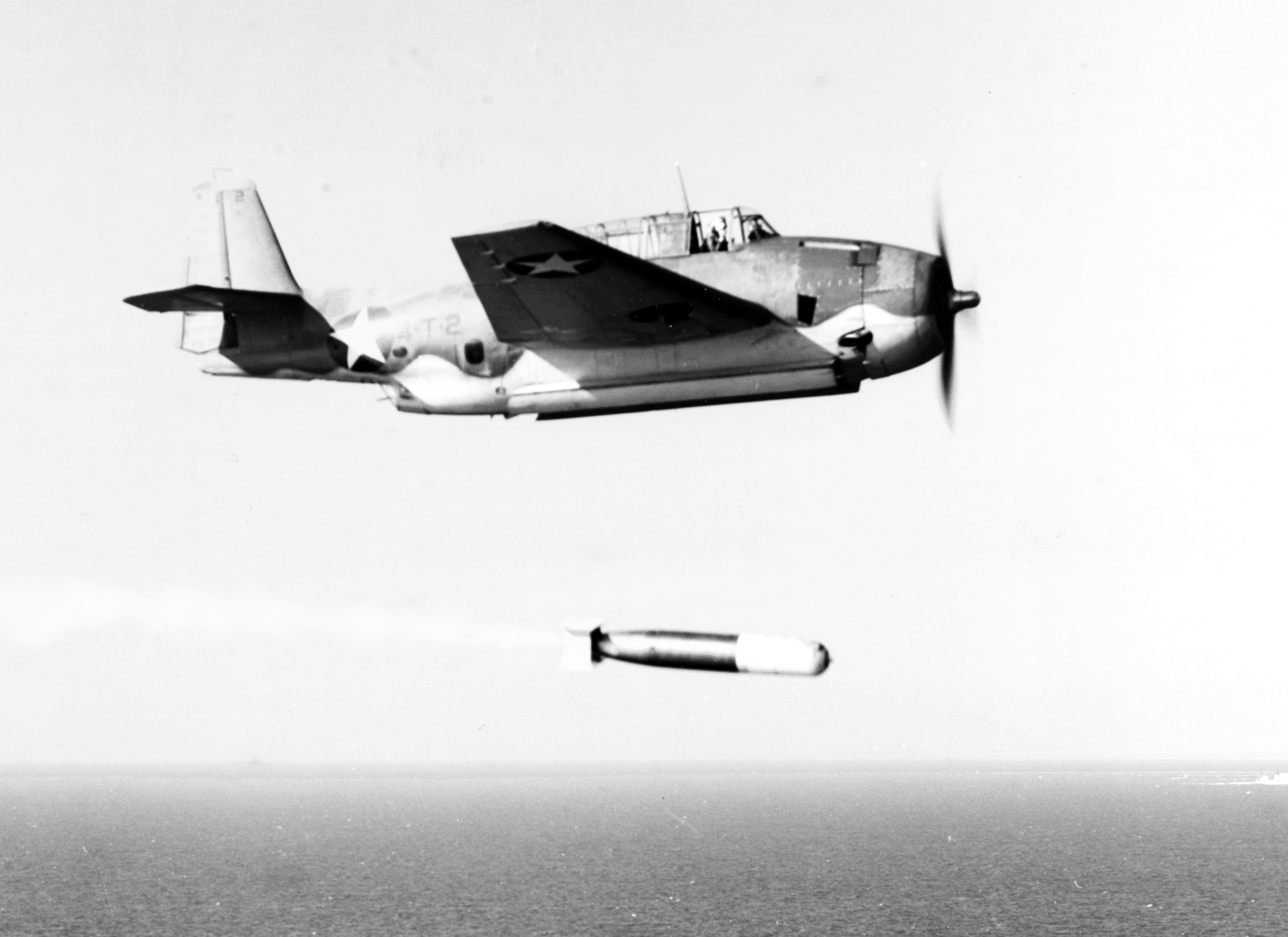
Un Grumman TBF-1 Avenger del Torpedo Squadron VT-4 mentre lancia un siluro.

Il prototipo e la prima versione produttiva (TBF/TBM-1) utilizzavano la versione R-2600-8, in grado di sviluppare la potenza di 1 700 hp (pari a circa 1 270 kW).
Nei prototipi XTBF/XTBM-2 fu installata la versione R-2600-10 del Twin Cyclone: in sostanza si trattava di una versione con compressore meccanico a doppio stadio, particolarmente adatto per l'impiego alle alte quote. Come già detto la modifica venne considerata superflua e la versione non passò alla produzione di serie.
Il TBM-3 venne invece equipaggiato con la versione R-2600-20 del radiale della Wright: strutturalmente identica alla 2600-10, se ne distingueva in quanto priva dell'impianto di sovralimentazione; la potenza massima sviluppata alle basse quote rimaneva la medesima (1 900 hp, pari a circa 1 420 kW), mentre il peso era (data l'assenza del compressore) inferiore; solo l'eventuale utilizzo del velivolo alle quote più alte ne avrebbe ridotto le prestazioni in modo apprezzabile.

### Armamento
Il TBF/TBM-1 era armato con due mitragliatrici Browning M1919 calibro .30 in: una era disposta all'estremità di prua (sparante attraverso il disco dell'elica), l'altra (definita "pungiglione") in una postazione ventrale disposta dietro al vano bombe ed accessibile da parte del navigatore. Una terza mitragliatrice Browning M2 calibro .50 in era a disposizione del mitragliere, disposta in una torretta elettrocomandata dalla caratteristica forma sferica.
Il carico offensivo di caduta era contenuto nell'ampio vano bombe disposto nella parte inferiore del ventre della fusoliera: in genere si trattava di un siluro Mk 13, ma questo poteva essere sostituito con un massimo di 2 000 lb di bombe (pari a circa 907 kg).
La versione TBM-1C vide l'eliminazione della mitragliatrice sul muso che venne sostituita da due armi disposte una per ciascuna semiala, da .50 in, mentre l'irrobustimento della struttura consentì di installare dei punti d'attacco subalari che potevano essere utilizzati per l'installazione di razzi aria-aria.

## Impiego operativo

### Durante la guerra
Domenica 7 dicembre 1941, in concomitanza con una speciale giornata durante la quale le famiglie dei dipendenti potevano visitare lo stabilimento Grumman di Bethpage (un sobborgo di New York), vi fu l'occasione di mostrare per la prima volta al pubblico il nuovo aerosilurante TBF. Ironicamente quello stesso giorno la Marina imperiale giapponese attaccò Pearl Harbor, come presto sarebbe divenuto noto.

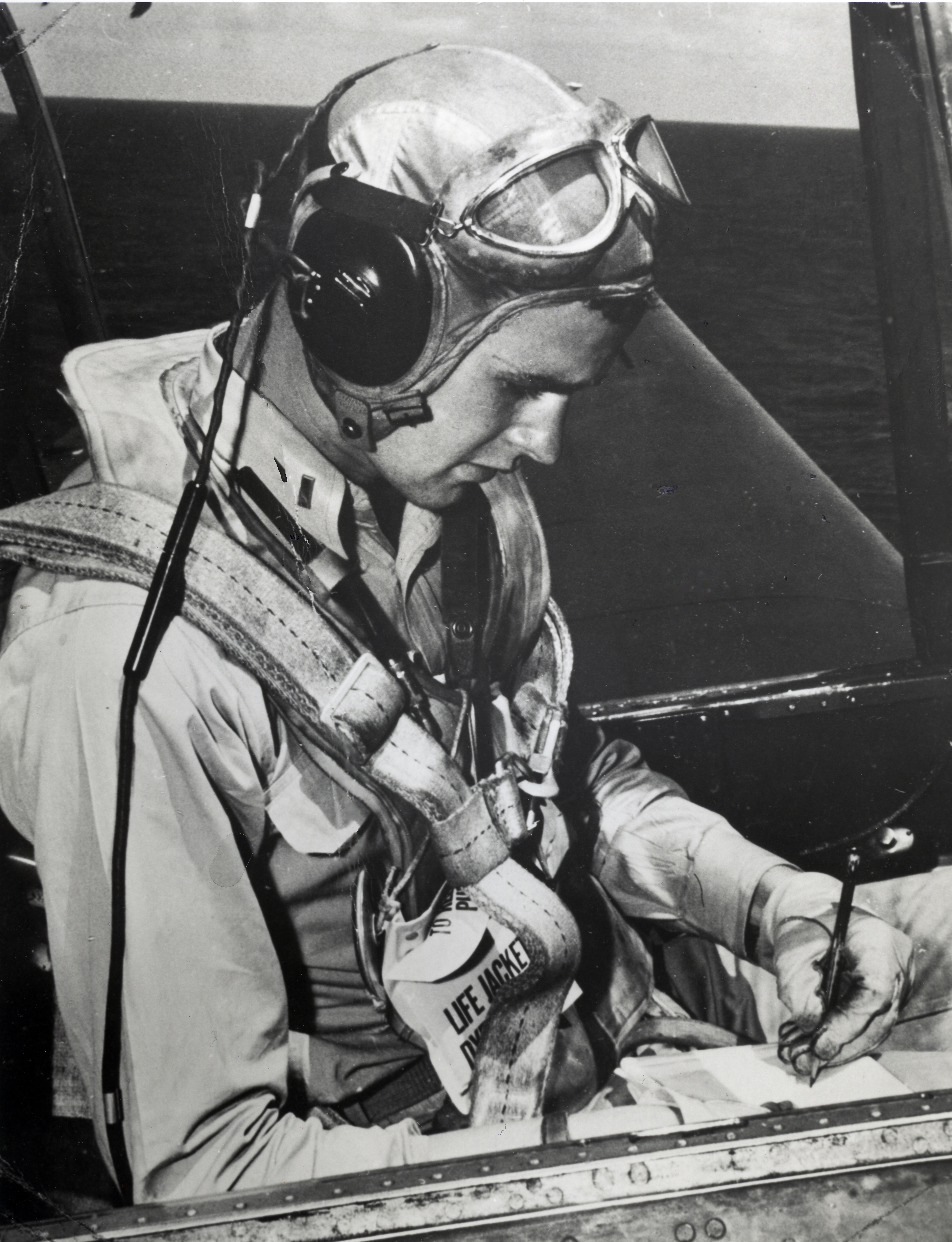
Il futuro presidente degli Stati Uniti George H. W. Bush operò durante la guerra su degli Avenger

Da quello stabilimento sarebbero usciti, tra il 1941 ed il 1943, 2 293 Avenger, altri 7 546 furono realizzati negli impianti della Eastern Aircraft. Nell'impiego del velivolo gli equipaggi incontrarono difficoltà causate dal malfunzionamento dei siluri Mk. 13 che non si dimostrarono mai affidabili malgrado le migliorie apportate negli anni. Per ovviare a questi inconvenienti i piloti svilupparono ben presto tecniche di bombardamento in picchiata, sfruttando la versatilità del vano bombe che poteva ospitare 4 ordigni da 500 lb (circa 225 kg). Per questa ragione l'Avenger nella seconda guerra mondiale lanciò più bombe che siluri. Le tecniche usate erano definite di ''glide-bombing'' (bombardamento in planata), poiché la struttura dell'Avenger non poteva sopportare una picchiata ad angoli elevati (si erano verificati casi di cedimento strutturale): i piloti eseguivano una discesa a 60° gradi che permetteva di mantenere la mira sul bersaglio e non rischiare di colpire la bomba con l'elica dato che l'aereo non era dotato di un meccanismo di eiezione delle bombe.
La vita operativa degli Avenger ebbe inizio il 29 maggio 1942, quando venti TBF-1 furono consegnati via nave alla base di Pearl Harbor ed assegnati al Torpedo Squadron 8 (VT-8), di stanza sulla portaerei USS Hornet.
Sei di questi velivoli, il 1º giugno furono trasferiti in volo all'atollo di Midway e presero parte alla successiva battaglia decollando dalla locale base aerea. L'impiego in assenza di caccia di scorta e la limitata esperienza dei piloti, fu una tragedia: uno solo dei sei velivoli tornò alla base, con molti danni. Come ricorda Gordon Prange nel suo libro "Il Miracolo delle Midway" l'obsoleto Devastator e la carenza di nuovi aerei contribuì molto alla vittoria "parziale" ed alla perdita della portaerei USS Yorktown.
Nel corso degli sbarchi che quell'estate portarono i marines sull'isola di Tulagi, gli Avenger dell'832th Squadron della Fleet Air, imbarcati sulla USS Saratoga rappresentarono il primo caso di unità britanniche impiegate a bordo di portaerei statunitensi.
Il 24 agosto 1942 nel corso della battaglia delle Isole Salomone Orientali, i TBF delle due portaerei impegnate (la Saratoga e la USS Enterprise) contribuirono, unitamente ai bombardieri Dauntless, all'affondamento della portaerei giapponese Ryūjō. Ancora nel corso della Campagna di Guadalcanal, questa volta nel mese di novembre del 1942 (ricordata come battaglia navale di Guadalcanal), gli Avenger della U.S. Navy ebbero un ruolo determinante nell'affondamento della nave da battaglia Hiei.
Sempre nel mese di novembre del 1942 gli Avenger fecero la loro comparsa nella campagna del Nordafrica partecipando agli attacchi alle navi della marina militare della Francia di Vichy, nel corso dell'operazione Torch.
Gli Avenger ebbero una parte di primo piano nel corso della battaglia del Mare delle Filippine, che si risolse con una considerevole sconfitta per la Marina giapponese. Tra i 216 apparecchi che presero parte all'attacco lanciato dall'ammiraglio Marc Mitscher nel pomeriggio del 20 giugno gli Avenger impiegati furono 54. Otto TBF, provenienti dalla Yorktown e dalla USS Belleau Wood, colpirono a più riprese la portaerei Hiyō che si inabissò poco dopo.

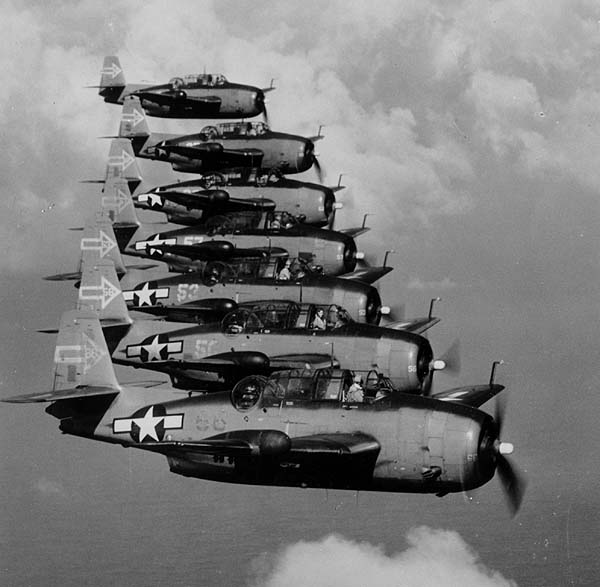
Gli Avenger (TBM-3D) del Torpedo Squadron VT-90; si noti il radome contenente il radar, disposto nella semiala di destra.

La battaglia è ricordata, nella storiografia, anche per le operazioni di rientro dei velivoli attaccanti che si svolsero mentre l'oscurità si infittiva ed al limite (quando non oltre) dell'autonomia di carburante. L'ammiraglio Mitscher, consapevole dei rischi che la decisione comportava, decise di far illuminare il ponte di ciascuna portaerei all'arrivo degli aerei e concesse agli equipaggi la libertà di appontare su qualunque delle navi riuscissero a raggiungere. Si registrarono numerosi incidenti e molti velivoli non raggiunsero le portaerei: dei 100 velivoli che mancavano all'appello solo 20 erano stati abbattuti nei combattimenti. Nel complesso furono 209 i dispersi, ma il numero fu drasticamente ridotto grazie ad una fruttuosa opera di ricerca che portò al recupero di 160 aviatori nei giorni immediatamente successivi.
Tra le principali navi giapponesi al cui affondamento contribuirono gli onnipresenti aerosiluranti della Grumman si ricordano le corazzate Musashi (il 24 ottobre 1944, nel corso della battaglia del Golfo di Leyte) e Yamato (il 7 aprile 1945, non lontano da Okinawa).
Oltre al contrasto del naviglio di superficie, gli Avenger collezionarono circa 40 affondamenti di sommergibili tra cui il sommergibile giapponese da trasporto I-52, affondato dai TBM della USS Bogue il 24 giugno del 1944 ed il cui relitto fu trovato nel 1998. Nelle missioni antisommergibile erano impiegati apparecchi modificati con l'impiego di radar ASD, la cui designazione fu modificata in TBF/TBM-1D; questi velivoli venivano frequentemente impiegati per missioni notturne: dotati di scarichi antifiamma, disarmati ma muniti di serbatoi supplementari, effettuavano lunghi pattugliamenti notturni (per cui vennero ribattezzati night owl, gufo notturno) alla ricerca dei sommergibili nemici. In caso di intercettazione richiedevano l'intervento di velivoli per l'attacco, illuminando l'area con razzi luminosi paracadutati.
Tra le vicende legate alla carriera degli Avenger, si ricordano alcuni piloti che sarebbero entrati (anche per altre ragioni) nella storia: nel giugno del 1943 il futuro presidente degli USA George H. W. Bush era il pilota dell'aviazione navale più giovane della sua epoca. Il 2 settembre, mentre volava su un Avenger, decollato dalla USS San Jacinto fu abbattuto e precipitò sull'isola Chichi Jima; i suoi due compagni morirono, tuttavia poiché riuscì a sganciare il proprio carico bellico sull'obiettivo prima di mettersi in salvo fu insignito della Distinguished Flying Cross.
Un altro personaggio famoso ad aver volato sugli Avenger fu Paul Newman che, non essendo riuscito a passare la visita per diventare pilota a causa del suo daltonismo, era impiegato come mitragliere posteriore. Quando il Boeing B-29 Superfortress "Enola Gay" sganciò la prima bomba atomica su Hiroshima Newman si trovava a bordo della USS Hollandia ad appena 500 miglia di distanza.

### Nel dopoguerra

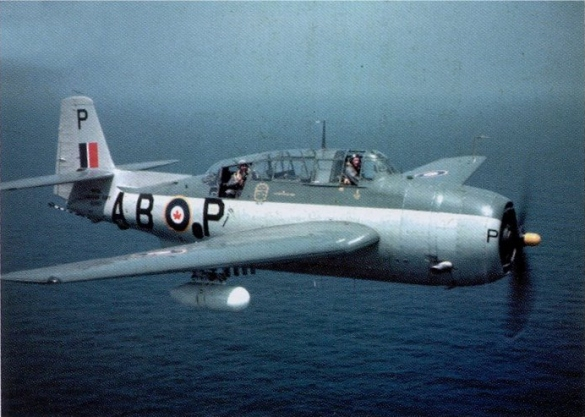
Un Avenger AS Mk. 3M in forza all'881 Anti-Submarine Squadron della Royal Canadian Navy (imbarcato sulla)

Con la conclusione della seconda guerra mondiale il ruolo degli Avenger nei reparti della U.S. Navy e della FAA venne progressivamente ridotto ma la versatilità messa in mostra dalla cellula consentì, grazie all'installazione di diverse apparecchiature elettroniche, di prolungarne la vita operativa e di diversificarne i ruoli.
Come già detto l'impiego di apparati radar diede vita alle versioni TBM-3W e 3S (che in seguito ad aggiornamenti nell'avionica divennero rispettivamente TBM-3W-2 e 3S-2), impiegate operativamente anche in modo combinato nella tattica Hunter - Killer.
In patria gli Avenger vennero impiegati fino al 1954 e trovarono impiego, seppur limitato, anche nella guerra di Corea: si trattò prevalentemente di utilizzi legati a compiti di addestramento per la conversione operativa degli equipaggi (in reparti assegnati alle portaerei USS Kula Gulf, USS Siboney e USS Boxer) o di trasporto; questi ultimi erano affidati ad una versione appositamente studiata (definita TBM-3R) che poteva trasportare fino a sette passeggeri oppure una barella per il trasporto di un ferito o, mediante l'impiego di un contenitore appositamente studiato, carichi di materiale (molto apprezzato fu il trasporto della posta da e per le portaerei).
La versione TBM-3S venne acquistata anche dalla Fleet Air Arm (presso la quale divenne Avenger AS. Mk.4) che provvide successivamente ad aggiornamenti nell'avionica (AS. Mk.5) ed all'utilizzo di alcuni esemplari per la cosiddetta guerra elettronica dotandoli di apparecchiature ECM (Avenger ECM. Mk.6) analogamente a quanto avvenuto nell'U.S. Navy con la versione TMB-3Q.
Nell'ambito del Mutual Defense Assistance Program gli Avenger furono assegnati anche a Canada, Francia, Giappone e Paesi Bassi. In particolare la Royal Canadian Navy ricevette esemplari per la lotta antisommergibile (TBM-3S) che vennero immessi in servizio con la designazione di Avenger AS. Mk.3; il loro successivo aggiornamento, mediante l'installazione di un rilevatore MAD per la ricerca di sottomarini in fase di immersione, diede origine alla variante AS. Mk.3M. Quantitativi minori vennero acquistati anche da Brasile ed Uruguay.

## Versioni
I dati sulle versioni sono tratti da "US Warplanes.net" e da "Enciclopedia l'Aviazione".

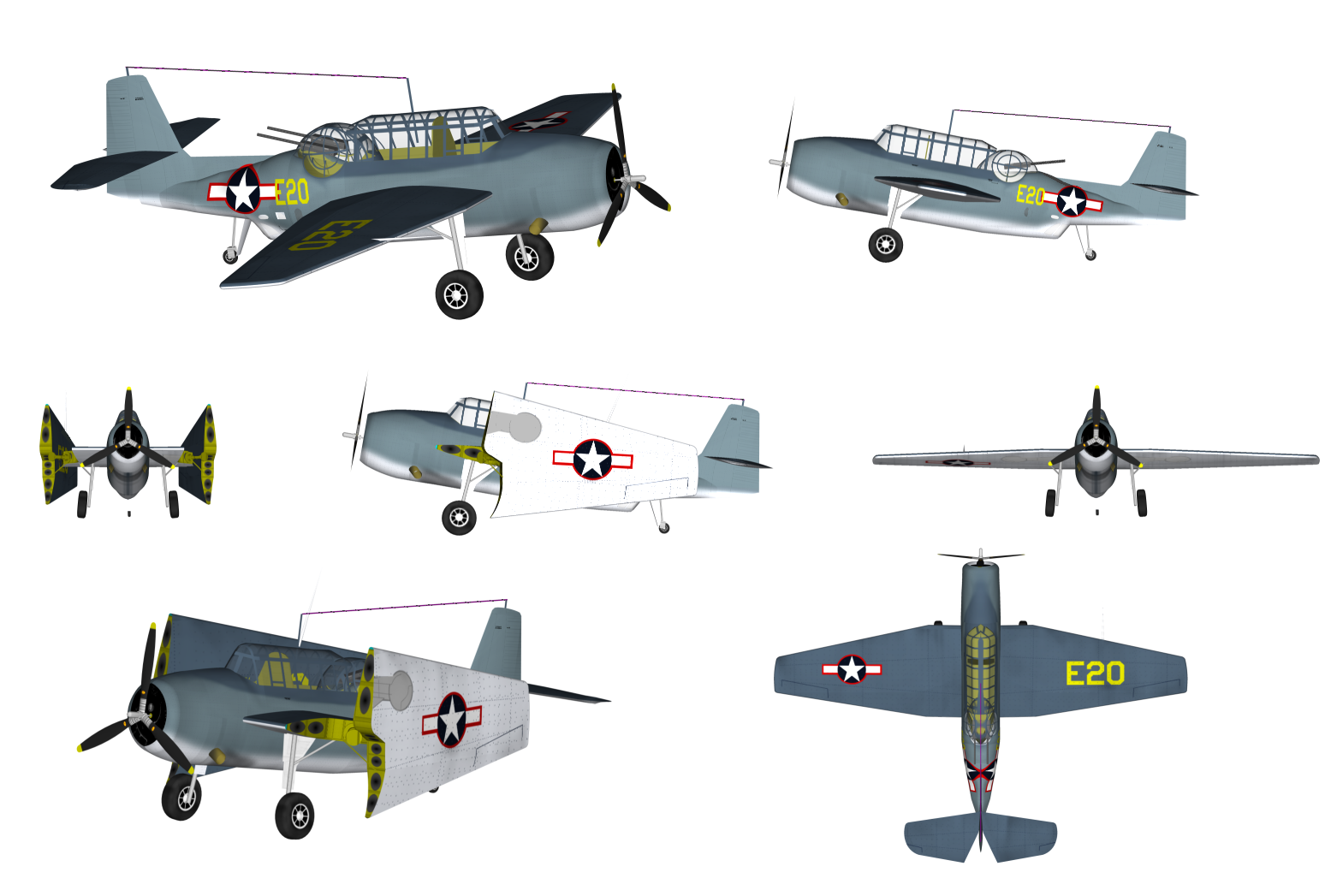
Disegni di un TBM-1 con livrea risalente all'agosto del 1943. Si noti il sistema di ripiegamento delle ali.

Il particolare sistema di designazione dei velivoli utilizzato dalla U.S.Navy (che rimase in vigore fino al 1962) consentiva di identificare sia il ruolo che il costruttore del velivolo; nel caso dell'Avenger le lettere TB identificavano il ruolo di aerosilurante (Torpedo Bomber in inglese), mentre la lettera F era il codice assegnato alla casa costruttrice Grumman. Gli esemplari di Avenger realizzati presso le linee di montaggio della Eastern Aircraft (azienda controllata dalla General Motors) erano identificati con il codice costruttore M. Pertanto lo stesso tipo di velivolo era identificato con la sigla TBF o TBM a seconda dell'azienda di provenienza ma (nella sostanza) le differenze tra i due tipi erano marginali, per cui (per maggior chiarezza espositiva) l'elenco sottostante riporta affiancati i due codici identificativi delle versioni del velivolo.
- XTBF-1: designazione assegnata ai due prototipi costruiti. La designazione di fabbrica era Model G-40;
- TBF/TBM-1: prima versione di serie. Come già il secondo prototipo aveva la sezione posteriore della fusoliera modificata, con un diverso raccordo ai piani di coda al fine di migliorare la stabilità del velivolo. Ne vennero costruiti 2 076 esemplari;
  - TBF-1B: sigla identificativa dell'U.S. Navy relativa a 402 velivoli assegnati, sulla base della legge "Affitti e prestiti" alla Fleet Air Arm che li mise in servizio con il nome di Tarpon TR.Mk. I;
  - TBF/TBM-1C: seconda versione di serie. Dotata di una mitragliatrice per semiala anziché una sola sopra il motore, venne prodotta a partire dal 1943 e realizzò complessivamente 3 101 esemplari. Tra questi 334 andarono alla Fleet Air Arm che assegnò loro il nome di Avenger TR.Mk. II;
    - TBF-1CD: velivoli modificati con interventi analoghi a quelli della versione TBF/M-1D;
    - TBF/TBM-1CP: esemplari destinati alla fotoricognizione, derivati dalla versione TBM/F-1C;

  - TBF/TBM-1D: esemplari modificati per l'impiego di radar ASD (Airborne Search Direction-finding) AN/APS-3 per compiti ASW (lotta antisommergibile);
  - TBF/TBM-1E: esemplari modificati per la sperimentazione di apparecchiature radar;
  - TBF/TBM-1J: velivoli modificati per l'impiego operativo in zone artiche;
  - TBF/TBM-1L: esemplari dotati di proiettore di ricerca nella stiva bombe;
  - TBF/TBM-1P: velivoli destinati a compiti di fotoricognizione;
- XTBF-2: prototipo di una versione con motore Cyclone XR-2600-10, non realizzata; venne impiegata una cellula di TBF-1;
- XTBM-2: omologo del precedente, realizzato dalla Eastern Aircraft usando una cellula di TBM-1;
- XTBF-3: due prototipi per una nuova versione con motore Cyclone XR-2600-20, realizzati utilizzando 1 cellula di TBF-1 ed 1 di TBF-1C;
- XTBM-3: quattro prototipi per la nuova versione, costruiti partendo da esemplari di TBM-1C;
- TBM-3: versione di serie, dotata del nuovo motore; ne vennero completati 4 011 esemplari, di cui 222 assegnati alla Fleet Air Arm che li assegnò ai reparti battezzandoli Avenger TB.Mk. III. Un ordine per altri 145 velivoli venne cancellato al termine della guerra;
  - TBM-3D: velivoli modificati con l'installazione del radar per la ricerca di sommergibili;
  - TBM-3E: versione caratterizzata dalla cellula irrobustita, dall'installazione del radar di ricerca e dall'eliminazione della postazione ventrale per la mitragliatrice. Furono costruiti 646 velivoli ed altri 254 vennero cancellati;
    - TBM-3E2: sigla identificativa assegnata ad esemplari aggiornati nell'avionica nel dopoguerra;

  - TBM-3H: esemplari modificati con l'installazione di radar di ricerca di superficie;
  - TBM-3J: identificativo assegnato ai velivoli modificati per l'impiego nelle zone artiche;
  - TBM-3L: velivoli dotati di proiettore di ricerca nella stiva bombe;
  - TBM-3M: esemplari modificati, nel dopoguerra, per l'impiego di missili;
    - TBM-3M2: velivoli della serie 3M dotati di aggiornamenti nelle dotazioni di bordo;

  - TBM-3N: esemplari modificati per l'impiego in missioni notturne, privi della torretta posteriore;
  - TBM-3P: esemplari dotati di apparecchiature per la ricognizione fotografica;
  - TBM-3Q: velivoli completamente rinnovati, dotati di apparecchiature elettroniche per l'impiego in ruoli ECM (Electronic countermeasures) ed EW (Electronic warfare);
  - TBM-3R: esemplari privati della torretta posteriore e trasformati in trasporti (negli anni cinquanta);
  - TBM-3S: velivoli delle serie TBM-3 e -3E ricostruiti per compiti antisommergibile. Gli esemplari che andarono alla Royal Canadian Navy furono designati Avenger AS.Mk. 3 e AS.Mk. 3M, quelli impiegati dalla Fleet Air Arm ebbero l'identificativo di Avenger AS.Mk. 4 (ulteriori modifiche a questi ultimi diedero origine alla nuova versione antisommergibile AS.Mk. 5 ed alla ECM.Mk. 6 per le contromisure elettroniche);
    - TBM-3S2: velivoli della serie precedente aggiornati nell'avionica;

  - TBM-3U: identificativo assegnato ad esemplari impiegati per compiti di utilità generale e/o il traino di bersagli;
    - TBM-UT (utilitaire): velivoli in uso presso l'aeronautica francese: privati delle apparecchiature radar e dell'armamento, vennero adattati per il trasporto di sei passeggeri;

  - XTBM-3W: prototipo per una versione AEW (Airborne Early Warning);
  - TBM-3W: versione AEW ottenuta modificando esemplari della serie TBM-3 con l'installazione del radar di scoperta in un radome ventrale;
  - TBM-3W2: velivoli della serie precedente, aggiornati nell'avionica;
- XTBM-5: due prototipi per una versione alleggerita che non ebbe seguito produttivo.

Un esemplare di TBM-R, o forse anche di TBM-UT, appare nel film Bagliori ad Oriente con Alan Ladd come protagonista.

## Utilizzatori
Brasile
- Força Aeronaval
  - utilizzò tre velivoli, alla fine degli anni cinquanta, per l'addestramento dell'equipaggio della portaerei NAeL Minas Gerais (A 11);

 Canada
- Royal Canadian Air Force
  - ebbe gli Avenger in servizio fino al 1960;

 Francia
- Aéronautique navale
  - impiegò 164 velivoli tra il 1951 ed il 1965;

 Giappone
- Kaijō Jieitai

20 TBF Avenger in servizio dal 1954 al 1960.
 Nuova Zelanda
- Royal New Zealand Air Force
  - ebbe in servizio complessivamente 48 esemplari, di cui 6 della versione TBF-1 e 42 della TBF-1C;

 Paesi Bassi
- Koninklijke Luchtmacht
  - anche in questo caso impiegò il velivolo nel corso degli anni cinquanta;

 Regno Unito
- Fleet Air Arm

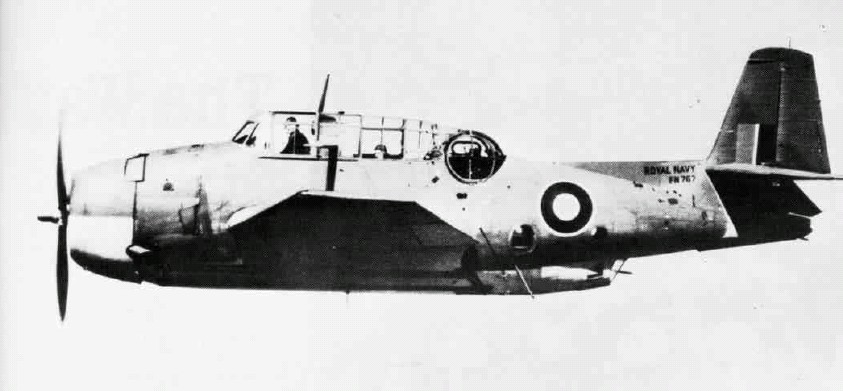
Grumman TBF Avenger (FN767), Royal Navy

  - Ebbe in servizio gli Avenger (inizialmente chiamandoli Tarpon) tra il 1943 ed il 1955, quando furono sostituiti dal Fairey Gannet;

 Stati Uniti
- United States Navy
- United States Marine Corps

 Uruguay
- Aviación Naval Uruguaya

## L'incidente della Squadriglia 19
Il 5 dicembre 1945, nel corso di un'esercitazione, cinque Grumman TBF Avenger (identificati come Squadriglia 19) e i loro 14 membri di equipaggio scomparvero in circostanze non chiarite nell'area nota come triangolo delle Bermude. Durante le operazioni di ricerca, un Martin PBM Mariner esplose in volo, anche in questo caso per ragioni ignote e senza che vi fossero superstiti fra i 13 uomini a bordo.
La vicenda della Squadriglia 19 è ricordata nel film fantascientifico di Steven Spielberg, "Incontri ravvicinati del terzo tipo" (del 1977) che ha inizio con il ritrovamento dei cinque Avenger nel deserto di Sonora.

## Modellismo
- (EN) TBF/TBM Avenger, su Cybermodeler Online, http://www.cybermodeler.com, 1º luglio 2011. URL consultato il 23 novembre 2011.

### Periodici
- F. Tamburini, Il conflitto franco-tunisino per Biserta (19-23 luglio 1961), in Storia Militare, n. 231, Parma, Ermanno Albertelli Editore, dicembre 2012,  p. 33.